# 山形県専修学校一覧
山形県専修学校一覧（やまがたけんせんしゅうがっこういちらん）は、山形県の専修学校の一覧。

## 公立専修学校

### 山形市
- 山形市立病院済生館高等看護学院

### 鶴岡市
- 鶴岡市立荘内看護専門学校

### 酒田市
- 酒田市立酒田看護専門学校

### 新庄市
- 東北農林専門職大学附属農林大学校

## 私立専修学校

### 山形市
- 国立病院機構山形病院附属看護学校
- 山形デザイン専門学校
- 山形歯科専門学校
- 山形調理師専門学校
- 山形ドレスメーカー専門学校（休校中）

- 山形美容専門学校
- 専門学校 山形V.カレッジ
- 山形厚生看護学校
- 山形医療技術専門学校

### 米沢市
- 米沢調理師専門学校（2019年に閉校）
- 三友堂看護専門学校

### 酒田市
- 酒田調理師専門学校
- 山形科学技術専門学校（休校中）

### 新庄市
- パリス文化服装専門学校
- 新庄コンピュータ専門学校

### 西置賜郡
- 白鷹高等専修学校